# Uilson
Uilson Pedruzzi de Oliveira, född 28 april 1994, är en brasiliansk fotbollsmålvakt som spelar för Coimbra.

## Klubbkarriär
I januari 2020 värvades Uilson av Coimbra.

## Landslagskarriär
Uilson var en del av Brasiliens trupp som tog guld vid olympiska sommarspelen 2016.